# Liste der Kreisstraßen im Landkreis Neumarkt in der Oberpfalz
Die Liste der Kreisstraßen im Landkreis Neumarkt in der Oberpfalz ist eine Auflistung der Kreisstraßen im bayerischen Landkreis Neumarkt in der Oberpfalz mit deren Verlauf. 

## Abkürzungen
- EI: Kreisstraße im Landkreis Eichstätt
- KEH: Kreisstraße im Landkreis Kelheim
- LAU: Kreisstraße im Landkreis Nürnberger Land
- NM: Kreisstraße im Landkreis Neumarkt in der Oberpfalz
- R: Kreisstraße im Landkreis Regensburg
- RH: Kreisstraße im Landkreis Roth
- St: Staatsstraße in Bayern

## Liste
Nicht vorhandene bzw. nicht nachgewiesene Kreisstraßen werden in Kursivdruck gekennzeichnet, ebenso Straßen und Straßenabschnitte, die unabhängig vom Grund (Herabstufung zu einer Gemeindestraße oder Höherstufung) keine Kreisstraßen mehr sind.
Der Straßenverlauf wird in der Regel von Nord nach Süd und von West nach Ost angegeben.
| Nr. NM | Verlauf |
| ------ | --- |
| NM 1   | – Hillohe – Engelsberg – St 2240 – Kirchenwinn – NM 25 – Reichertswinn – Sommertshof – NM 36 – Distlhof – Velburg – St 2220                                                                                  |
| NM 2   | – Pollanten – Eismannsberg – NM 13 – Biermühle – Neuhaus – Freihausen – St 2251 – Ittelhofen – Wissing – Kemnathen – St 2234 – Rasch – NM 31 – Eckerding – Herrnried – in Willenhofen                        |
| NM 3   | in Berching – Winterzhofen – St 2251 – Oening – Raitenbuch – Landkreisgrenze – (EI 21 im Landkreis Eichstätt)                                                                                                |
| NM 4   | in Neumarkt in der Oberpfalz – Fuchsberg – St 2240 |
| NM 5   | St 2237 in Sulzkirchen – NM 19 – St 2388 – Schmellnricht – Landkreisgrenze – (RH 27 im Landkreis Roth) |
| NM 6   | (RH 38 im Landkreis Roth) – Landkreisgrenze – St 2225 – Pruppach – Münchsmühle – Neuhof – Pyrbaum – NM 17 – NM 42 – NM 44 – Brandmühle – Kemnath – in Postbauer-Heng                                         |
| NM 7   | in Postbauer-Heng – St 2402 in Postbauer-Heng |
| NM 8   | St 2240 in Oberölsbach – Bocksmühle – Sindlbach – Langenthal – Litzlohe – NM 21 – Trautmannshofen – in Stieglitzenhöhe                                                                                       |
| NM 9   | St 2240 in Unterölsbach – Stöckelsberg – Reicheltshofen – NM 10 – Ballertshofen – Pettenhofen – St 2236 |
| NM 10  | (LAU 25 im Landkreis Nürnberger Land) – Landkreisgrenze – NM 30 – Traunfeld – NM 9 |
| NM 11  | NM 13 in Gimpertshausen – Staadorf – Unterbürg – Stetterhof – NM 15 in Mallerstetten |
| NM 12  | St 2220 in Rocksdorf – Ellmannsdorf – in Mühlhausen |
| NM 13  | St 2220 – Döllwang – NM 2 – Biermühle – St 2251 – Staufersbuch – Gimpertshausen – NM 11 – Dürn – NM 26 – Breitenbrunn – St 2234 – Buch – Langenthonhausen – Landkreisgrenze – (R 27 im Landkreis Regensburg) |
| NM 14  | – Laaber – Anzenhofen – Eschertshofen – Niederhofen – St 2240 |
| NM 15  | St 2251 in Wallnsdorf – Schweigersdorf – Landkreisgrenze – (EI 27 im Landkreis Eichstätt) – Landkreisgrenze – Mallerstetten – NM 11 – St 2230                                                                |
| NM 16  | (EI 25 im Landkreis Eichstätt) – Landkreisgrenze – Vogelthal – NM 23 in Arnsdorf |
| NM 17  | (RH 17 im Landkreis Roth) – Landkreisgrenze – Oberhembach – Pyrbaum – NM 6 – Rengersricht – Seligenporten – St 2402 – Möning – NM 45 – St 2238                                                               |
| NM 18  | Sengenthal am Anger – NM 41 – Buchberg – Reichertshofen – Forst – Wettenhofen – St 2220 – Kruppach – Oberndorf – St 2237                                                                                     |
| NM 19  | (RH 32 im Landkreis Roth) – Landkreisgrenze – Forchheim – NM 5 – Kleinberghausen – Großberghausen – Weidenwang – St 2237 – Bachhausen – in Mühlhausen                                                        |
| NM 20  | St 2220 in Freystadt – Retteloh – Frettenshofen – Sondersfeld – NM 18 |
| NM 21  | NM 8 in Litzlohe – Wünn – Pilsach – |
| NM 22  | – Kleinalfalterbach – Großalfalterbach – Pirkach – Körndlhof – St 2251 |
| NM 23  | Dietfurt an der Altmühl – St 2230 – Griesstetten – Hallenhausen – Arnsdorf – NM 16 – Zell – Landkreisgrenze – (EI 22 im Landkreis Eichstätt)                                                                 |
| NM 24  | St 2402 in Postbauer-Heng – Köstlbach – Tyrolsberg – in Woffenbach |
| NM 25  | NM 14 in Anzenhofen – Pelchenhofen – St 2240 – NM 39 – Günching – Deusmauer – NM 37 – NM 1 in Kirchenwinn |
| NM 26  | NM 13 in Dürn – Premerzhofen – Haas – St 2234 |
| NM 27  | St 2230 in Mühlbach – Schweinkofen – Landkreisgrenze – (KEH 14 im Landkreis Kelheim) |
| NM 28  | St 2394 in Predlfing – Eutenhofen – Gundelshofen – Landkreisgrenze – (R 28 im Landkreis Regensburg) |
| NM 30  | (LAU 23 im Landkreis Nürnberger Land) – Landkreisgrenze – NM 10 in Traunfeld |
| NM 31  | – Schöndorf – Hamberg – Eckerding – NM 2 – NM 13 in Langenthonhausen |
| NM 32  | St 2251 in Eichenhofen – Darshofen – Parsberg – St 2234 – NM 35 – Lupburg – Meierhof – Wiesenbruck – Rammersdorf – Prünthal – Granswang – NM 33 – NM 34 – Raitenbuch – Pillmannsricht – St 2234              |
| NM 33  | St 2234 – Rudolfshöhe – Degerndorf – Rackendorf – Hitzendorf – Stetten – NM 34 – NM 32 – Raitenbuch – Effenricht – Markstetten – St 2234                                                                     |
| NM 34  | St 2234 in Großbissendorf – Kleinbissendorf – Wendlmanntal – NM 32 – NM 33 – Raitenbuch – Buchhausen – Landkreisgrenze – (R 34 im Landkreis Regensburg)                                                      |
| NM 35  | NM 32 in Parsberg – Lohhof – See – Landkreisgrenze – (R 29 im Landkreis Regensburg) |
| NM 36  | NM 1 – Sankt Colomann – NM 43 – Dantersdorf – St 2251 in Freudenricht |
| NM 37  | St 2240 – Unterweickenhof – Deusmauer – NM 25 – St 2220 in Lengenfeld |
| NM 38  | NM 9 – St 2240 |
| NM 39  | NM 25 – Rothenfels – Oberbuchfeld – St 2220 in Siegenhofen |
| NM 40  | (RH 8 im Landkreis Roth) – Landkreisgrenze – St 2220 in Mörsdorf |
| NM 41  | St 2240 in Neumarkt in der Oberpfalz – Stauf – St 2238 – NM 18 |
| NM 42  | (LAU 31 im Landkreis Nürnberger Land) – Landkreisgrenze – NM 6 in Pyrbaum |
| NM 43  | NM 36 – Sankt Wolfgang – St 2220/St 2251 in Velburg |
| NM 44  | NM 6 – Dennenlohe – St 2402 – An der Heide – Pavelsbach – Dippenricht – Berngau – St 2238 |
| NM 45  | St 2237 – NM 17 in Möning |

## Weblink
OpenStreetMap: Landkreis Neumarkt in der Oberpfalz – Landkreis Neumarkt in der Oberpfalz im OpenStreetMap-Wiki